# La Caldera (Adeje)
La Caldera es una entidad de población del municipio de Adeje, al sur de la isla de Tenerife —Canarias, España—.

## Toponimia
Toma su nombre de la depresión natural que lo domina, y que hace referencia a una «depresión de grandes dimensiones y con paredes escarpadas, originada por explosiones o erupciones volcánicas muy intensas».

## Características
Está situado a unos 10 kilómetros de la capital municipal, a una altitud media de 200 m s. n. m.
Se trata de una pequeña urbanización al pie de la gran depresión natural denominada Caldera del Rey, declarada Monumento Natural, y que se corresponde con un cráter freatomagmático con amplio recubrimiento de pumitas y oculto por una plantación de plataneras.
La localidad también cuenta con una pequeña superficie de la Reserva natural especial del Barranco del Infierno.

## Demografía
| Año        | 2000 | 2001 | 2002 | 2003 | 2004 | 2005 | 2006 | 2007 | 2008 | 2009 | 2010 | 2011 | 2012 | 2013 | 2014 |
| ---------- | ---- | ---- | ---- | ---- | ---- | ---- | ---- | ---- | ---- | ---- | ---- | ---- | ---- | ---- | ---- |
| Habitantes | 48   | 58   | 69   | 68   | 70   | 80   | 78   | 72   | 57   | 65   | 63   | 72   | 74   | 82   | 97   |

## Comunicaciones

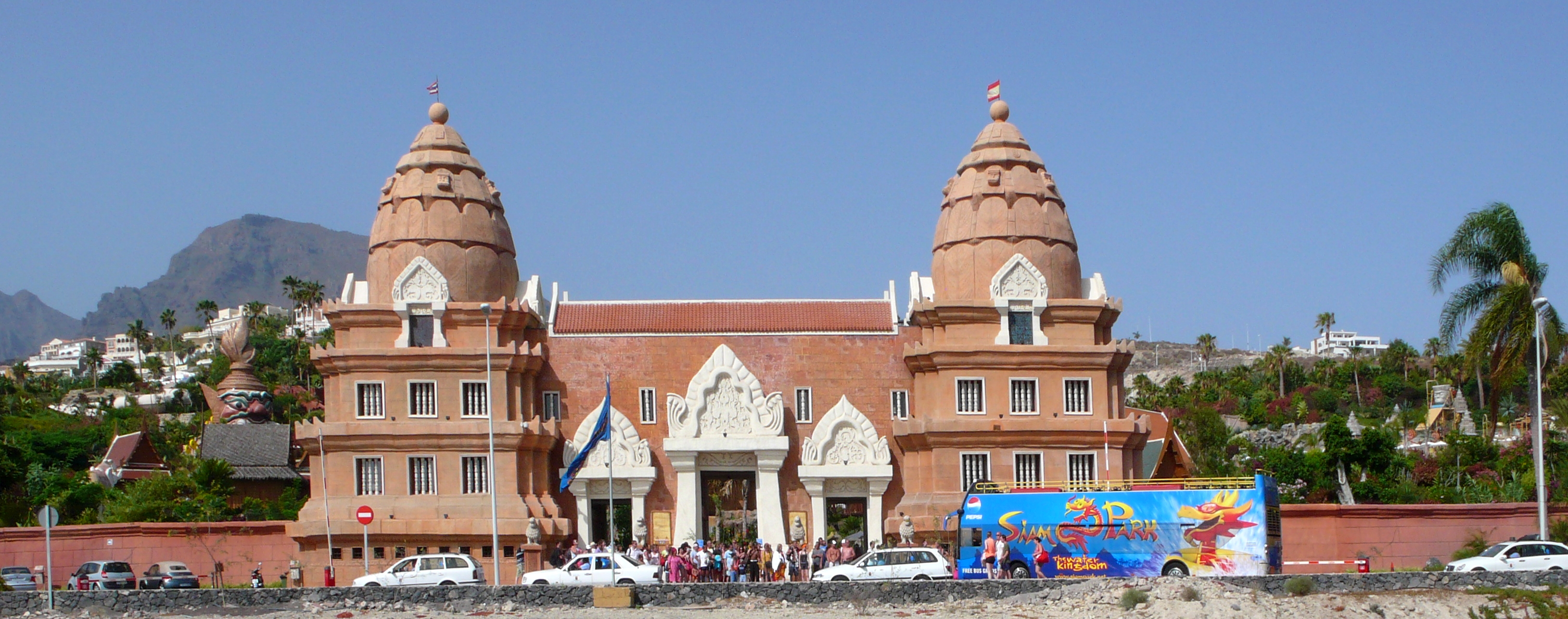
Entrada del Siam Park.

Se llega principalmente por la Autopista del Sur TF-1.

### Transporte público
Cuenta con parada de taxis junto al parque acuático Siam Park.

## Lugares de interés
- Siam Park